# Folignano
Folignano là một đô thị ở tỉnh Ascoli Piceno ở vùng Marche, cách khoảng 90 km về phía nam của Ancona và khoảng6 km southeast of Ascoli Piceno. Đến thời điểm ngày 31 tháng 12 năm 2004, đô thị này có dân số là 9.214 người và diện tích là 14,8 km².
Đô thị Folignano bao gồm các frazioni (các đơn vị trực thuộc, chủ yếu là các thôn làng) Castel Folignano, Villa Pigna, Piane di Morro, và Case di Coccia.
Folignano giáp các đô thị: Ascoli Piceno, Civitella del Tronto, Maltignano, Sant'Egidio alla Vibrata.
Trung tâm lịch sử của thị xã này được chia thành nhiều khu vực: Capolavilla (trụ sở chính quyền), Spiazzo (Square), Colle Pasquale (đồi Pasquale), Pielavilla.